# St John’s Church (Perth)

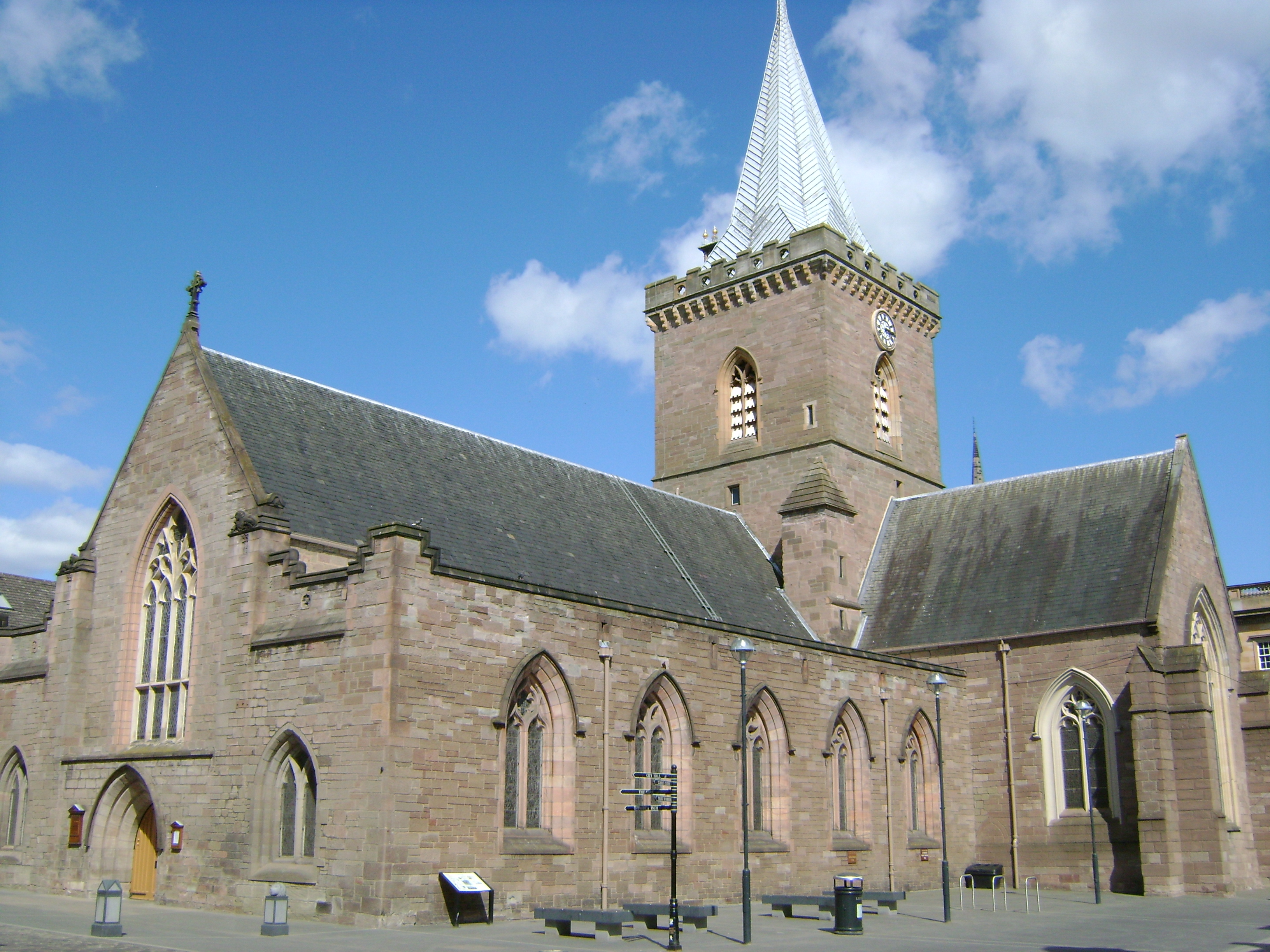
St John’s Church

Die St John’s Church, auch St John’s Kirk, ehemals Kirk of the Holy Cross of St John the Baptist, ist ein gotisches Kirchengebäude der presbyterianischen Church of Scotland im Zentrum der schottischen Stadt Perth in der Council Area Perth and Kinross. 1965 wurde das Bauwerk in die schottischen Denkmallisten in der höchsten Denkmalkategorie A aufgenommen. Des Weiteren ist es Teil eines Denkmalensembles der Kategorie A.

## Geschichte
Die Johannes dem Täufer geweihte Kirche steht möglicherweise an einem frühchristlichen Standort in Schottland, der seit dem 5. Jahrhundert genutzt wird. Frühester Beleg ist die Schenkung der Johanneskirche an die Benediktinermönche von Dunfermline im Jahre 1128. Sie stand in Verbindung mit Perth Castle. 1242 konsekrierte David of Bernham, Bischof von St Andrews, eine Kirche am Standort, von der zu dieser Zeit vermutlich nicht mehr als der Chor fertiggestellt war.
Im Jahre 1440 wurde im Einklang mit den Mönchen und den Bürgern Perths der Bau der heutigen St John’s Church begonnen, in den möglicherweise Fragmente des Vorgängerbauwerks integriert wurden. Bis 1448 waren die Arbeiten am Chor vermutlich abgeschlossen. Das Langhaus wurde wohl gegen Ende des Jahrhunderts fertiggestellt; der Glockenturm erst 1511. In den Tumulten der Reformation wurde der Innenraum der St John’s Church seines Schmuckes beraubt. Für reformierte Messen war die Kirche architektonisch ungünstig, weshalb sie bis zum Ende des 16. Jahrhunderts ungenutzt verfiel. Erst 1598 wurde mit dem Wiederaufbau begonnen. Hierbei wurde der Innenraum in drei bauliche getrennte Abschnitte unterteilt und bot in der Folge gleich drei Kirchengemeinden Raum. Erst während einer Restaurierung in den 1920er Jahren durch Robert Lorimer wurden die Abtrennungen wieder entfernt.
Der nördliche Flügel des Querschiffs wurde im Jahre 1823 verkürzt. Um 1827 führte James Gillespie Graham Restaurierungsarbeiten aus. Mit der Instandsetzung des Chors 1894 wurde Andrew Heiton betraut.